# Schalchener Brunnbach
Der Schalchener Brunnbach, am Oberlauf auch Kindstalbach und über den gesamten Lauf öfters auch nur Brunnbach ist ein Fließgewässer im oberösterreichischen Bezirk Braunau. 

## Verlauf
Der Bach entspringt nahe der Ortschaft Erb, welche er dann auch anschließend durchfließt. Er passiert anschließend die Ortschaften Langwiedmoos, Häuslberg und Oberharlochen. Bevor der Schalchener Brunnbach in das Dorf Schalchen eintritt, nimmt er von links den von Stallhofen kommenden Holzwiesenbach auf. Nun fließt der Bach durch das Ortszentrum von Schalchen und nimmt hier von links den meist ausgetrockneten Hummelbach auf. Ab Furth (Gemeinde Schalchen) fließt der Brunnbach parallel zum Schwemmbach. Dabei sind die Bäche oft nicht mehr als einen Meter voneinander getrennt. Bei Höfen (Gemeinde Helpfau-Uttendorf) mündet der Schalchener Brunnbach dann mit einem Einzugsgebiet von ca. 30 km² in den Schwemmbach, nur wenige Meter, bevor dieser in die Mattig mündet. Er ist nicht zu verwechseln mit dem Florianer Brunnbach, der ebenfalls zum Einzugsgebiet der Mattig zählt.

## Angeln in Schalchen
In Schalchen spaltet sich vom Schalchener Brunnbach ein ca. 1,5 km langer Altarm ab. Aufgrund dessen ausgezeichneter Wasserqualität eignet sich dieser sehr gut zum Angeln. Im Altarm tummeln sich vor allem Bachforellen, Äschen, Regenbogenforellen und Bachsaiblinge. Eine Besonderheit ist, dass das Wasser auch bei erhöhter Wasserführung glasklar bleibt. Im Brunnbach ist ausschließlich Fliegenfischen mit Schonhaken und Trockenfliegen erlaubt.